# Pretzien
Pretzien ist ein Ortsteil von Schönebeck (Elbe) im Salzlandkreis in Sachsen-Anhalt, sieben Kilometer vom Stadtzentrum entfernt und auf der östlichen Elbseite gelegen.

## Geschichte
Vermutlich wurde Pretzien zwischen 650 und 900 von Slawen gegründet. Um 1140 wurde die St.-Thomas-Kirche gebaut. Aus dem Jahr 1147 ist eine Erwähnung als brithzin, von brezina (altsorb. = Birke) - Ort an den Birken, dokumentiert. Seit dem 12. Jahrhundert wurde im Gemeindegebiet Quarzit abgebaut. Zum Ende des Dreißigjährigen Krieges 1648 lebten noch sechs Einwohner im Ort. 
In den Jahren 1650 und 1656 gab es Hexenprozesse gegen zwei Frauen, deren Ausgang nicht überliefert ist.
Das Pretziener Wehr wurde von 1871 bis 1875 gebaut. 1886 wurde der Männerchor Orpheus gegründet. Pretzien wurde 1890 durch die Bahnstrecke nach Gommern an das Eisenbahnnetz angeschlossen. Im Jahr 1901 wurde die Freiwillige Feuerwehr Pretzien gegründet.
1963 wurde der Quarzitabbau eingestellt. Die St.-Thomas-Kirche wurde 1973 restauriert. 1976 fand auch der Sandabbau ein Ende. Pretzien gründete 1992 zusammen mit Plötzky und Ranies die Verwaltungsgemeinschaft Schönebeck.
Am 24. Juni 2006 wurden auf einem Dorffest, der Sonnenwendfeier Pretzien 2006, eine USA-Flagge und das Tagebuch der Anne Frank öffentlich und mit direktem Bezug auf die Bücherverbrennungen während des NS-Regimes verbrannt. Die Tat rief weltweit Empörung hervor und führte zur Verurteilung von fünf der Beteiligten zu Bewährungsstrafen.
Am 1. Januar 2009 wurde Pretzien in die Stadt Schönebeck eingemeindet.

## Politik

### Ortschaftsrat
- CDU: 5
- fraktionslos: 1

Der Rat besteht aus den 6 folgenden, ehrenamtlichen Ratsmitgliedern:
- Silvia-Christina Franke (CDU)
- Christian Ballerstedt (CDU)
- Andrea Barby (CDU)
- Nadine Kandziora (CDU)
- Frank Meyer (CDU)
- Ralf Schneckenhaus (fraktionslos)

Protokollführerin ist Birgit Schröder.

### Bürgermeister
Aktuelle Ortsbürgermeisterin ist Silvia-Christina Franke, mit Christian Ballerstedt als erster stellvertretender Ortsbürgermeister.

### Wappen
Blasonierung: „In Blau über einem durch silbernem Wellenleistenstab abgeteilten, erhöhten grünen Schildfuß ein silberner Anker mit Seil, belegt mit Hammer und Schlegel, die von dem Seil umschlungen werden, unten ein silberner Pflug.“
Die Farben der Gemeinde sind Silber (Weiß) - Blau.

### Flagge
Die Flagge ist Blau - Weiß gestreift (Längsform: Streifen senkrecht verlaufend, Verhältnis: 1:3,71:1; Querformat: Streifen waagerecht verlaufend, Verhältnis: 1:5,14:1) mit dem mittig aufgelegten Wappen der Gemeinde.

## Kultur und Sehenswürdigkeiten

### Dorfkirche St. Thomas

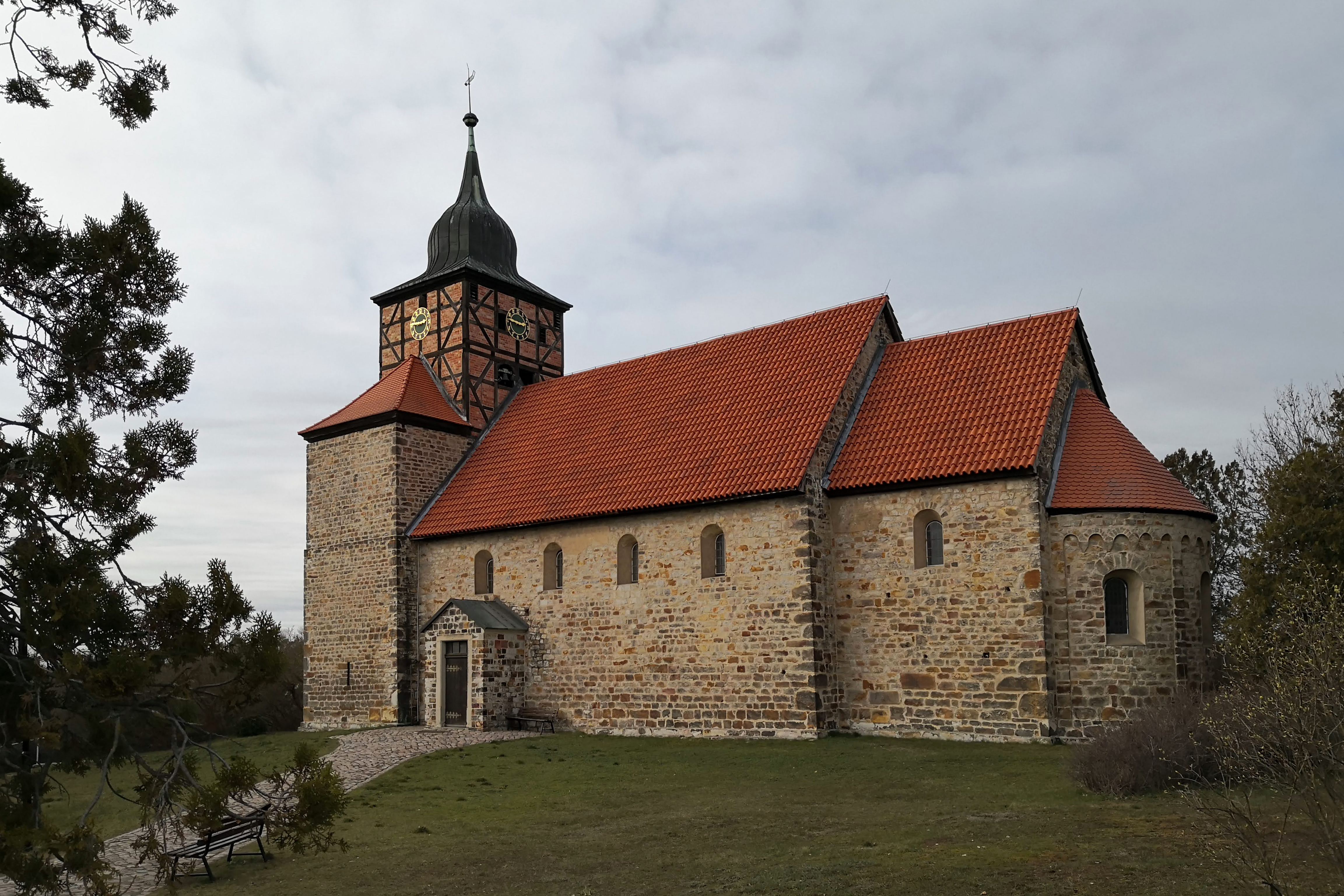
Kirche Pretzien

Die Dorfkirche St. Thomas wurde um 1140 von Leitzkauer Prämonstratenser-Chorherren als einschiffiger romanischer Saalbau mit Querwestturm erbaut. 1151 verschenkte Markgraf Albrecht der Bär Ort und Kirche Pretzien an das Kloster Unser Lieben Frauen in Magdeburg. Die Kirche wurde später klassizistisch ausgestattet, 1769 wurde der Westturm erneuert, 1796 ein Fachwerkturm mit barocker Haube aufgesetzt. Berühmt wurde der Bruchsteinbau durch die erst zu Beginn der 1970er Jahre von der Restauratorin Anna-Maria Meussling wiederentdeckten, byzantinisch beeinflussten Wandmalereien, die nach 1220 entstanden und um 1300 übermalt wurden. Von 1973 bis 1977 wurden die Malereien von Anna-Maria Meussling und Restauratoren des Institutes für Denkmalpflege Halle restauriert und der Öffentlichkeit wieder zugänglich gemacht. Nur in den Sommermonaten werden hier Konzerte von internationalen Künstlern gegeben, vor allem während des seit 1974 stattfindenden Pretziener Musiksommers.
1992 erhielt die Kirche eine Hüfken-Orgel, deren Disposition von Matthias Eisenberg erstellt wurde. Mit Einbau des bereits bei der Registrierung vorgesehenen Zimbelsterns wurde die Orgel 2008 fertiggestellt. 2001 erhielt die Kirche zwei neue Glocken.
Die Kirche ist seit 1993 eine der Sehenswürdigkeiten an der Straße der Romanik.

### Pretziener Wehr
Das Pretziener Wehr wurde zwischen 1871 und 1875 erbaut. Es zählt zu den größten Schützentafelwehren Europas. Das Wehr ist 134 m lang, steht auf einem 163 m langen, 7,5 m breiten und 3,5 m hohen Fundament. Es hat 10 gemauerte Stützpfeiler und dazwischen neun Jochöffnungen, in denen sich je 36 Schütztafeln aus schweren Eisenplatten befinden. Heute werden die Platten bei Hochwasser mit Hilfe von Elektromotoren über Seilwinden hochgezogen, früher geschah das noch von Hand. Das Wehr wird bei einem Pegelstand von 5,92 m am Messpunkt Barby/Elbe geöffnet.

### Weitere Sehenswürdigkeiten
- zweispurige Eisenbahnbrücke der Schmalspurbahn über die alte Elbe (Baujahr 1890), seit 2001 als Fußgängerbrücke benutzbar.
- Gebäude des ehemaligen Kraftwerkes Pretzien
- Steinhafen, in dem bis 1963 Steine auf Lastkähne verladen wurden
- Dornburger Siel, welches dem Entwässern der Dornburger Wiesen dient, die bei Hochwasser ca. 8 Millionen m³ Elbwasser aufnehmen

### Regelmäßige Veranstaltungen
- Pretziener Musiksommer: von Mai bis August finden regelmäßig Konzerte in der St.-Thomas-Kirche statt
- Pretziener Steinhafenfest
- Rock am Wehr
- Tag des offenen Denkmals: am 2. Sonntag im September, Besichtigung der St.-Thomas-Kirche und des Pretziener Wehrs möglich